# 地勢
地勢或地帶（英語：terrain, land relief）是指地表在水平和垂直面的起伏與規模。當對象位在水下時，則稱為海深測量。
- 地勢主要決定人類在一個地區居住的適宜性；平坦的冲積平原通常比陡峭的多岩山地擁有更肥沃的農業土壤，較適合人類定居。
- 由自然環境品質、農業和水文學的觀點，透過地勢研究，能夠推斷一個地區的流域分界、排水特徵、水文流動以及對水質的影響。地勢資訊的複雜陣列可應用作為水文運輸模型的輸入參數，如暴雨管理模型（SWMM）或DSSSAM模型，可預測河流的水質。
- 了解地勢同時能幫助維持水土保持，尤其是在農業領域。等高犁耕即是運用地勢的耕作法，讓人類能在坡地發展永續農業。
- 地勢是軍事行動的關鍵因素；它決定軍隊能否成功攻下或控制一個區域，以及軍隊和物資的布署、運送。對攻守雙方而言，地勢是運作戰術時基本、不可或缺的條件。

## 悬崖
懸崖是角度垂直或接近角度垂直的暴露岩石，是一種被侵蝕、風化的地形。懸崖常見於海岸、河岸、山區及斷崖（escarpment）裡，瀑布的支流常常流經。懸崖的地質多屬火成岩（例如花崗岩及玄武岩）。

## 谷地
谷地由两侧正地形夹峙的狭长负地形，常有坡面径流、河流、湖泊发育，陡峻的谷地可能有泥石流，在等高线地形图上表现为一组向高处突出的等高线。